# Marie Möör
Pour les articles homonymes, voir Moor.
Marie Möör est une femme de lettres, performeuse et interprète française, née en Seine-et-Marne. Elle est connue comme auteur de la scène musicale française pour son titre Pretty Day, ainsi que ses collaborations avec Barney Wilen, Jean-Louis Murat, Bertrand Burgalat ou encore Christophe pour des titres comme La Man ou J'aime l'ennui. Elle expérimente les formes de la chanson, l'écriture et l'interprétation, avec les projets Rose et noire et The Other Colors.

## Biographie

### Années 1980
En 1982, Marie Möör fait la rencontre du « saxophoniste de jazz Barney Wilen, musicien ayant joué à dix-huit ans aux côtés de Miles Davis ». Ensemble, ils cofondent le label AAAA et publient un premier 45 tours et le titre Pretty Day. Elle écrit le texte et l’interprète, Barney Wilen produit le disque, écrit la musique et joue du saxophone ténor accompagné par les musiciens Claude Micheli et Guillaume Loizillon. Le titre ressort en 2008 pour la compilation Bippp et inclus en 2011 dans l'édition spéciale Marie Möör & Barney Wilen (Cendrilion). À propos de Cendrilion, Bruno Bayon en 2007 le décrit comme « le temps d'un album classique rock français (inédit lui aussi) ». La sortie 2011 permettra de découvrir les titres Garçon à lunettes, Mon blouson c'est ma maison, Boys in Blue, Angelo, Beau masque, Skurt & Grixy restés longtemps inaccessible pour le public.
Dans la foulée de la sortie de Pretty Day, elle publie un second 45 tours dans un style davantage rock en reprenant les chansons Illusions et Falling in love again de Friedrich Holländer toujours accompagnée par Barney Wilen au saxophone ténor. Elle est aussi choriste et parolière pour des artistes de son label (pour Sam Bello et Archie Shepp).
Parallèlement à la musique, Marie Möör se lance également dans l'art de peindre avec les encouragements de Barney Wilen. Elle réalise plusieurs centaines de dessins et toiles dans un style figuratif et Barney Wilen utilise à plusieurs occasions ses dessins afin d'illustrer les pochettes de ses disques, notamment en 1991, Sanctuary, en 1992, Dream Time ou encore Essential Ballads.
En 1987, Marie Möör signe un contrat avec la firme Polydor. Le journaliste Bruno Bayon remarque ses chansons et lui décroche la Une de Libération en décembre 1987. Une exposition médiatique qui déclenche la rupture de contrat avec le label qui décide de ne plus soutenir l'artiste. Un 45 tours est néanmoins édité Prends-moi, Prends-moi dans un style calypso, composition signée par Michel Moers du groupe Telex, Barney Wilen et Jérôme Braque. Barney Wilen produit aussi pendant cette période les enregistrements pour le projet Cendrilion.

### Années 1990
En 1992 ou 1993, Marie Möör publie un album intitulé Aigre-Douce où elle reprend des chansons de Damia et plusieurs standards de la chanson française. Ses reprises sont associées à des titres personnels : Angelo et une nouvelle version de Beau Masque. L’album est publié au Japon, sort en France en import. Elle chante aussi deux chansons de Fréhel et Damia, Tu ne sais pas aimer et J'ai le cafard sur l'album de Barney Wilen, Starbust forever.
En 1998, Jean-Louis Murat compose un album intitulé Svoboda à partir de ses textes qu’elle interprète. Le projet restera sous forme de maquette inédite et malgré le soutien indéfectible de Bruno Bayon : « meilleure auteure-chanteuse en inactivité rock en France. Moi je suis morte de bonne heure, fredonne-t-elle de sa voix de techno-pierreuse, Vanessa Bardot codéinée. Et personne n'a rien vu. Les collaborateurs, depuis 1986, de cette peintresse-body artiste-femme de lettres dandy bullshit s'appellent Barney Wilen, Jean-Louis Murat ou Christophe » et plus loin dans l'article : « Svoboda, riche de Je vais mourir sauf accident digne d'un Dutronc, ou de Se voir se rendre digne de Hardy  disque resté à l'état de projet, pour raisons contractuelles et conjoncturelles ».

### Années 2000
En 2001, le chanteur Christophe prend deux textes de Marie Möör : La Man qui sera le premier single de  son album Comme si la terre penchait et J’aime l’ennui. Le journal Libération présente : « Le single sera Elle veut («tout/Elle veut le chaos»), morceau de bravoure cosigné pour le texte par Marie Möör, égérie rock de ce quotidien ; qui fournit également le psychédélique J'aime l'ennui ». La Man est une adaptation d’un texte de Marie Möör intitulé Je veux et enregistré  sur une musique de Jérôme Braque. Une nouvelle collaboration avec Christophe aura lieu en 2008 pour l’album Aimer ce que nous sommes. Marie Möör signe les textes de Wow wow wow initialement intitulé Parc Rimbaud (interprété par Isabelle Adjani) et Odore di femina.
En 2012, Bertrand Burgalat chante le texte de Marie Möör, Sous les colombes de granit, un titre inclus dans son album Toutes directions.
En 2013, invitée par Pacôme Thiellement dans le cadre d'un événement appelé Viens, étoile-absinthe , Marie Möör interprète "L’épée d’Orphée", un poème de Christian Gabrielle Guez Ricord avec un accompagnement musical de Laurent Chambert.
En 2020, Bertrand Burgalat chante le texte de Marie Möör, Vous êtes ici qu'il a mis en musique et sort le clip du titre (réalisé par Benoit Forgeard et Natacha Seweryn).

#### Rose et noire & The Other Colors
En 2001, elle rencontre l'artiste contemporain Laurent Chambert avec qui elle forme le projet Rose et noire. Un premier album sort en 2003, Rose et noire, il fait suite à la sortie la même année, du six titres Quelque chose de nouveau. Fabrice Gaignault pour le magazine Marie Claire propose un portrait de Marie Möör en 5 raisons de découvrir et présente l'album Rose et noire.
Un second album sort en 2006, Tracé dans le bleu. Marie Möör chante ses textes mélancoliques et acides sur les compositions électroniques de Laurent Chambert. L’album est salué par la presse spécialisée et Rose et noire se produit sur scène. 
Leur collaboration se poursuit en 2007 sous le nom de The Other Colors et en 2008 sort le premier album 361, Marie Möör interprète ses textes dont la forme s’éloigne progressivement de la chanson pour devenir une expérience, une prose poétique traversée de visions que l'on peut rapprocher dans l'intention des poésies de Georg Träkl ou d'Arthur Rimbaud.
En novembre 2010, invitée par les cinéastes Serge Bozon et Pascale Bodet pour l'événement : Beaubourg : La dernière major, elle se produit au Centre Pompidou avec Laurent Chambert et Bertrand Burgalat pour un hommage à l'actrice Juliet Berto. C'est l'occasion de créer une nouvelle version de la chanson Tout m'est égal qui figure sur le premier album éponyme de Rose et noire.
En 2012 sort l'album Up Up Up, Camille Hamaouch dans Inferno décrit longuement le travail de l'écriture et les impressions de l'écoute musicale : « Ici pas de désunion ni de rupture entre la tête et le corps, c’est l’esprit mêlé à la chair qui parle en Pythie contemporaine ».
Un quatrième album The Other Colors appelé O.R sort le 31 décembre 2013. Un clip vidéo est tourné pour le titre Nous Nos Os, un plan-séquence où l'on voit Marie Möör franchir la Seine en passant par la passerelle Simone-de-Beauvoir.

## Discographie

### Marie Möör
- 1982 : Pretty Day, Pretty Day tango (AAAA Company) (Möör, Wilen, Micheli, Loizillon)
- 1983 : Falling in love again, Illusions (AAAA company) (Hollander, Arrangements Barney Wilen)
- 1987 : Prends-moi, prends-moi, Beau Masque (Polydor) (Möör, Wilen, Braque, Moers)
- 1993 : Aigre-Douce (Alfa records)
- 1993 : Starbust forever, Barney Wilen (Alfa records)
- 2008 : Bipp (Compilation Born Bad, Everloving Records)
- 2013 : Les Vers de la Mort (Un texte d'Hélinand de Froimont interprété par Marie Möör sur des musiques de Jac Berrocal, Jack Belsen, Joachim Montessuis, Gaspar Claus, Olivier Mellano, Laurent Chambert, Digital + CD Album, LAC)[36]